# San Marco Argentano
San Marco Argentano es un municipio situado en el territorio de la provincia de Cosenza, en la región de Calabria, Italia.

## Demografía
| Gráfica de evolución demográfica de San Marco Argentano entre 1861 y 2001 |
|                                                                           |
| fuente ISTAT - elaboración gráfica a cargo de Wikipedia                   |